# Kraai River
Der Kraai River (afrikaans Kraairivier, wörtlich „Krähenfluss“) ist ein linker Nebenfluss des Oranje in der südafrikanischen Provinz Ostkap. Sein Ursprung liegt 22 km nordöstlich von Barkly East.

## Flusslauf
Der Ursprung befindet sich in 1724 m Höhe und wird gebildet aus dem Zusammenfluss von Bell River und Sterkspruit am Südrand der Drakensberge, südlich von Lesotho. Auf seiner Länge von 250 km speisen den Kraai River etliche Nebenflüsse. In zahlreichen Mäandern fließt er vorwiegend tief eingegraben in der Landschaft westwärts bis Aliwal North, wo er nordöstlich der Stadt in den Oranje mündet.
Das Flussbett besteht, ebenso wie die meisten Zuflüsse in dessen Unterlauf, fast vollständig aus Sandstein, der hier sonst nur unter dem härteren Basalt und anderem vulkanischen Gestein vorkommt.

## Hydrometrie
Die Abflussmenge des Kraai River wurde am Pegel Roodewal, bei dem größten Teil des Einzugsgebietes, über die Jahre 1965 bis 2021 in m³/s gemessen.

## Einzugsgebiet
Es erstreckt sich auf eine Höhe von über 3000 m bis zu den Basaltfelsen der Wasserscheide, die die Grenze zwischen Südafrika, Lesotho und dem Gebiet um Herschel der früheren Republik Transkei bilden.
Der obere Teil des Einzugsgebiets des Kraai River liegt zwischen den Quellgebieten der beiden Wasserläufe, die den Kraai River an dessen Ursprung bilden, und Moshesh’s Ford, benannt nach Moshoeshoe I. Diese beiden Quellflüsse verfügen über besonders zahlreiche Zuflüsse.
Das Einzugsgebiet des Mittellaufs reicht von Moshesh’s Ford bis zum Zufluss des Karringmelkspruit. Kleinere Zuflüsse im Bereich des Mittellaufs sind Joggemspruit, Langkloofspruit, Diepspruit, Klein Wildebeestspruit und Saalboomspruit.
Zuflüsse am Unterlauf heißen Karringmelkspruit (häufig auch als Karnmelkspruit bezeichnet), Bossieslaagtespruit und Elandspruit.

## Orte am Kraai River
Im Bereich des Mittellaufs liegt ca. 6 km südlich die Stadt Barkly East. Etwa 22 km nordöstlich von der Mündung des Karnmelkspruit befindet sich das Städtchen Lady Grey. Gleich neben der Mündung des Kraai River in den Oranje liegt Aliwal North.